# Újezd (kraj zliński)
Újezd – gmina w Czechach, w powiecie Zlín, w kraju zlińskim. Według danych z dnia 1 stycznia 2012 liczyła 1197 mieszkańców.
Zobacz też:
- Újezd